# Ed Asner
Eddie „Ed“ Asner (15. listopadu 1929 Kansas City, Missouri – 29. srpna 2021 Los Angeles) byl americký televizní a filmový herec. Jeho nejznámější rolí byl Lou Grant v sitcomu The Mary Tyler Moore Show ze 70. let a jeho spin-offu Lou Grant z přelomu let 70. a 80. To z něj činí jednoho z mála televizních herců, kteří ztvárnili stejnou postavu v komedii i dramatu. Získal celkem sedm ocenění Primetime Emmy – pět za roli Lou Granta a další dvě za minisérie Rich Man, Poor Man a Kořeny – což je nejvíc ze všech herců. Mezi lety 1981–1984 působil jako prezident herecké odborové organizace Screen Actors Guild. V anglickém znění namluvil postavu staříka v animovaném filmu studia Pixar Vzhůru do oblak z roku 2009. Byl dvakrát ženatý a měl čtyři děti.